# John Murray, 1:e hertig av Atholl
John Murray, 2:e markis och 1:e hertig av Atholl, född den 24 februari 1660, död den 14 november 1724, var en skotsk ädling, son till John Murray, 1:e markis av Atholl, bror till Charles Murray, 1:e earl av Dunmore, far till William Murray, markis av Tullibardine, James Murray, 2:e hertig av Atholl och lord George Murray,
Atholl slöt sig vid 1688 års revolution till Vilhelm och Maria, utnämndes 1703 av drottning Anna till sigillbevarare för Skottland och upphöjdes samma år till hertig av Atholl. Under drottning Annas sista regeringsår närmade sig Atholl, som var ivrig motståndare till unionen mellan England och Skottland, alltmer jakobiterna, och vid Georg I:s tronbestigning 1714 miste han sina ämbeten, men han förblev dock regeringen trogen under 1715 års resning, trots att tre av hans söner stred i den stuartske pretendentens här.